# Tholos do Barro
Le Tholos do Barro, également connu sous le nom de Tholos da Pena, est un dolmen du Néolithique récent, situé dans la municipalité de Torres Vedras, dans le district de Lisbonne, au Portugal.

## Historique
Paul Bovier-Lapierre découvre le site en 1908. Il est alors prêtre jésuite français et enseigne au collège et couvent de Barro, au pied de la colline. Eugène Jalhay et Félix Alves Pereira fouillent la tombe un an plus tard, mais sans publier leurs résultats. Le site a été classé Monument National en septembre 1940,,.  

## Description

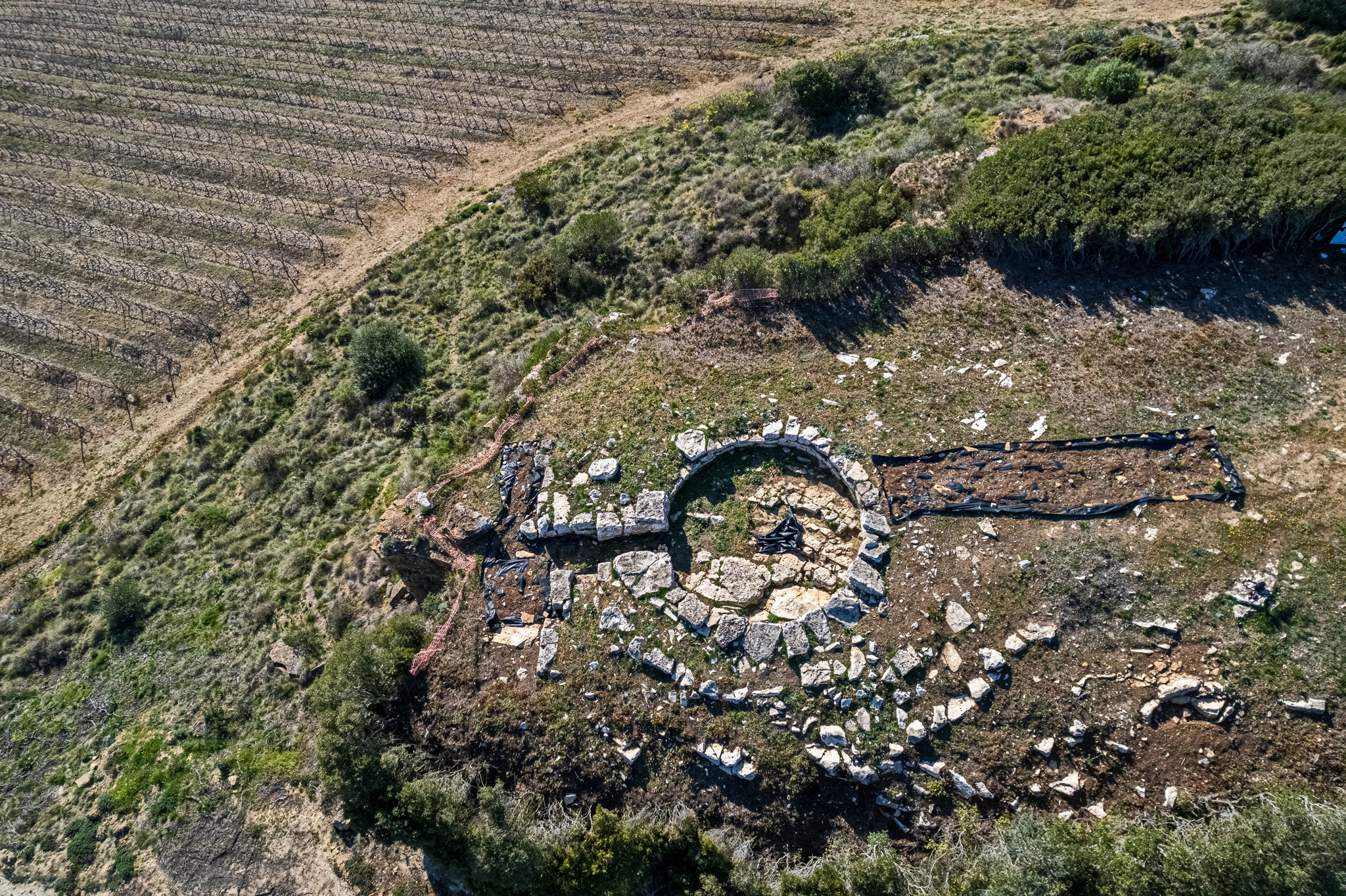
Vue aérienne de l'édifice.

Le tholos de Barro a été édifié au sommet du Monte da Pena, près du village de Barro, dans la municipalité de Torres Vedras. Il combine une antichambre et un couloir d'accès encadrés par des mégalithes avec une chambre funéraire de forme circulaire (dite tholos) constituée d'un assemblage de pierres sèches. 
La tombe est orientée du nord au sud, avec une chambre funéraire ronde, autrefois recouverte de blocs superposés qui créaient un faux dôme. Il s'agit d'une construction inhabituelle pour un tel édifice au Portugal, car un toit en bois était généralement utilisé. La chambre funéraire, de 6 mètres de diamètre, est entourée par un mur en pierres sèches dont il reste moins d'un mètre de hauteur. On pense que les morts étaient déposés en position assise, accompagnés de divers artéfacts et de nourriture. Le couloir et l'antichambre sont encadrés par les restes de deux murs d'environ 3,7 mètres de long constitués de blocs mégalithiques calcaires. La chambre, le couloir et l'antichambre ont ensemble une longueur de 9,7 mètres.
L'ensemble était recouvert d'un tumulus de petites pierres, d'un diamètre d'environ 13 mètres,.

## Vestiges archéologiques
Parmi les artefacts trouvés sur le site figurent des objets en amphibolite, en diorite et en granit, des idoles et des récipients permettent de dater la tombe datés du Néolithique récent, entre 2500 et 2200 av. J.-C.. Le tholos de Barro serait contemporaine du castro de Zambujal voisin. Le mobilier archéologique découvert est conservé au Musée national d'Archéologie de Lisbonne ainsi qu'au Musée Leonel Trinidade, à Torres Vedras,.